# Менлянь-Дай-Лаху-Васький автономний повіт
22°19′49″ пн. ш. 99°35′09″ сх. д. / 22.33019° пн. ш. 99.58583° сх. д.
Менлянь-Дай-Лаху-Васький автономний повіт (кит. 孟连傣族拉祜族佤族自治县, пін. Mènglián Dăizú Lāhùzú Wăzú Zìzhìxiàn) — один із повітів КНР у складі префектури Пуер, провінція Юньнань. Адміністративний центр — містечко Наюнь.

## Географія
Менлянь-Дай-Лаху-Васький автономний повіт лежить в горах Ава (англ. Awa mountains).

### Клімат
Повіт знаходиться у зоні, котра характеризується вологим субтропічним кліматом. Найтепліший місяць — червень із середньою температурою 24 °C. Найхолодніший місяць — січень, із середньою температурою 14 °С.
| Клімат повіту Менлянь-Дай-Лаху-Ва | Клімат повіту Менлянь-Дай-Лаху-Ва | Клімат повіту Менлянь-Дай-Лаху-Ва | Клімат повіту Менлянь-Дай-Лаху-Ва | Клімат повіту Менлянь-Дай-Лаху-Ва | Клімат повіту Менлянь-Дай-Лаху-Ва | Клімат повіту Менлянь-Дай-Лаху-Ва | Клімат повіту Менлянь-Дай-Лаху-Ва | Клімат повіту Менлянь-Дай-Лаху-Ва | Клімат повіту Менлянь-Дай-Лаху-Ва | Клімат повіту Менлянь-Дай-Лаху-Ва | Клімат повіту Менлянь-Дай-Лаху-Ва | Клімат повіту Менлянь-Дай-Лаху-Ва | Клімат повіту Менлянь-Дай-Лаху-Ва |
| Показник                          | Січ.                              | Лют.                              | Бер.                              | Квіт.                             | Трав.                             | Черв.                             | Лип.                              | Серп.                             | Вер.                              | Жовт.                             | Лист.                             | Груд.                             | Рік                               |
| Середній максимум, °C             | 24,2                              | 26                                | 29                                | 30,6                              | 30,2                              | 29,2                              | 28,2                              | 28,7                              | 28,7                              | 27,9                              | 25,5                              | 23,5                              | 27,6                              |
| Середня температура, °C           | 14                                | 15,8                              | 19                                | 21,6                              | 23,3                              | 24                                | 23,7                              | 23,6                              | 22,8                              | 21,2                              | 17,7                              | 14,5                              | 20,1                              |
| Середній мінімум, °C              | 7,5                               | 8,2                               | 11,2                              | 14,8                              | 18,5                              | 21                                | 21,1                              | 21                                | 19,8                              | 17,8                              | 13,5                              | 9,5                               | 15,3                              |
| Норма опадів, мм                  | 8.2                               | 12.8                              | 17.7                              | 39.5                              | 135.5                             | 204.7                             | 285.3                             | 265.6                             | 188                               | 130.1                             | 57.7                              | 17.5                              | 1362.6                            |
| Вологість повітря, %              | 79                                | 73                                | 69                                | 71                                | 77                                | 84                                | 86                                | 86                                | 86                                | 86                                | 85                                | 83                                | 80.4                              |
| --------------------------------- | --------------------------------- | --------------------------------- | --------------------------------- | --------------------------------- | --------------------------------- | --------------------------------- | --------------------------------- | --------------------------------- | --------------------------------- | --------------------------------- | --------------------------------- | --------------------------------- | --------------------------------- |
| Джерело: data.cma.cn              |                                   |                                   |                                   |                                   |                                   |                                   |                                   |                                   |                                   |                                   |                                   |                                   |                                   |